# Panaschee

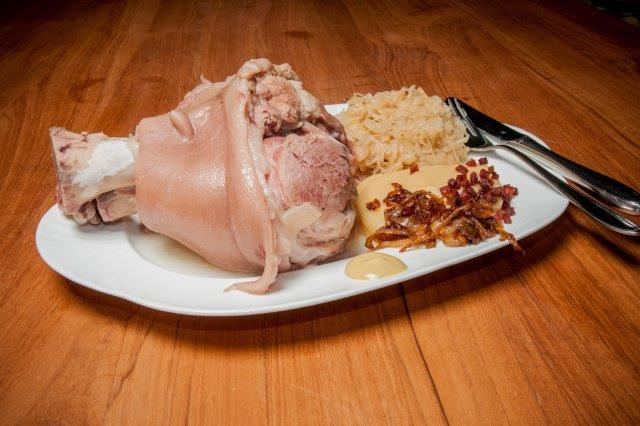
Eisbein mit Erbspüree und Panaschee

Panaschee ist ein Begriff aus der Berliner Kochkunst. Damit wird das Gemisch aus gebratenen Zwiebel- und Speckwürfeln bezeichnet, das man typischerweise zu Eisbein mit Sauerkraut und Erbspüree reicht.

## Zubereitung
Zur Zubereitung eines Panaschees wird Bauchspeck in kleine Würfel (ca. 5 mm Kantenlänge) geschnitten und in einer Pfanne bei mittlerer Hitze ausgelassen. 
Geschälte und ebenfalls in kleine Würfel oder Streifen geschnittene Zwiebeln werden zum ausgelassenen Speck gegeben und goldbraun ausgebraten. Zum Servieren wird diese Mischung auf das Erbspüree als Garnierung oben aufgegeben.